# Kirchenlamitz
Kirchenlamitz település Németországban, azon belül Bajorországban. Lakosainak száma 3144 fő (2023. december 31.).

## Népesség
A település népessége az elmúlt években az alábbi módon változott:
| Lakosok száma | 1931 | 3455 | 3324 | 4382 | 3315 | 3329 | 3294 | 3281 | 3103 | 3144 |
|               | 1875 | 1950 | 1975 | 1987 | 2012 | 2014 | 2016 | 2017 | 2021 | 2023 |